# Walkin' the Basses
| Recensione | Giudizio |
| ---------- | -------- |
| AllMusic   | [ 1 ]    |

Walkin' the Basses è l'ultimo album discografico del contrabbassista jazz statunitense Leroy Vinnegar, pubblicato dall'etichetta discografica Contemporary Records nel 1993.

## Tracce

### CD
1. Blue 'n' Boogie – 3:16 (Dizzy Gillespie, Frank Paparelli)
2. Back on the Farm – 5:00 (Geoff Lee)
3. The Love Nest – 6:43 (Otto Harbach, Louis Hirsch)
4. Big Shoes (For Your Feet) – 5:18 (Leroy Vinnegar)
5. Grantstand – 3:06 (Grant Green)
6. Leroy's Waltz – 5:28 (Leroy Vinnegar)
7. Blues on Purpose – 4:42 (Rudy Stevenson)
8. Ah que linda – 4:49 (Leroy Vinnegar)
9. Who Has Seen the Wind – 5:09 (Leroy Vinnegar)
10. How Insensitive – 5:17 (Vinícius de Moraes, Antônio Carlos Jobim)
11. Me Ho – 3:35 (Hampton Hawes)

## Musicisti
- Leroy Vinnegar - contrabbasso
- Geoff Lee - piano
- Mel Brown - batteria
- Curtis Craft - percussioni

Note aggiuntive
- Leroy Vinnegar - produttore, arrangiamenti
- Leroy Vinnegar e Geoff Lee - arrangiamenti (brano: Big Shoes)
- Geoff Lee - arrangiamenti (brano: Back on the Farm)
- Registrazioni (e mixaggio) effettuati al Sound Impressions di Milwaukie, Oregon (Stati Uniti)
- Bob Stark - ingegnere delle registrazioni
- Mastering effettuato al Fantasy Studios di Berkeley, California (Stati Uniti) da George Horn
- Phil Carroll - art direction copertina CD
- Dan Wolf - foto copertina frontale CD
- Zan Stewart - note interne libretto CD[2]